# 小林悠輔
小林 悠輔（こばやし ゆうすけ、1993年8月12日 - ）は、埼玉県上尾市出身の日本の柔道選手である。階級は90 kg級。身長175 cm。血液型はB型。組み手は左組み。段位は参段。得意技は大内刈。現在は渡邉電設に所属。兄は100kg級の小林大輔。

## 経歴
柔道は6歳の時に上尾警察署ひまわり柔道教室で始めた。埼玉栄中学3年の時に全国中学校柔道大会の90kg級に出場するも3回戦で敗れた。埼玉栄高校1年の時には高校選手権の90kg級で3位になった。2年の時には金鷲旗で3位だった。3年の時にはインターハイの個人戦と団体戦でともに3位となった。
2012年には筑波大学へ進学した。同期には後に81kg級で世界チャンピオンになる永瀬貴規がいた。1年の時には全日本ジュニアの準決勝で、この当時高校柔道界で快進撃を続けていた東海大浦安高校3年のベイカー茉秋を内股で破るが、決勝では大牟田高校3年の大町隆雄に有効で敗れて2位にとどまった。アジアジュニアでは優勝を飾った。体重別団体では2位だった。2年の時には全日本選手権に兄の大輔とともに出場すると、3回戦まで進出した。全日本ジュニアでは決勝で昨年敗れた山梨学院大学1年の大町を背負投で破って優勝を飾った。世界ジュニアの個人戦では5位に終わると、団体戦では3位だった。体重別団体では決勝で東海大学と対戦すると、ベイカーに反則負けを喫するが、永瀬などが勝利したことでチームは優勝を飾った。3年の時には学生体重別と講道館杯で3位になった。4年の時には優勝大会で大会8連覇を狙った東海大学と決勝で対戦して、ベイカーと引き分けるなどして代表戦になると、永瀬が100kg級のウルフ・アロンを指導2で破ったことにより、国公立大学として初の優勝を勝ち取ることになった。講道館杯では決勝まで進むも、日本エースサポートの大辻康太に指導3で敗れて2位だった。
2016年には旭化成の所属となった。アジア選手権の個人戦では決勝でタジキスタンのコムロンショフ・ウストピリヨンに敗れて2位にとどまった。団体戦でも3位だった。
2017年4月の体重別では初戦でリオデジャネイロオリンピック金メダリストであるJRAのベイカーと対戦すると、GSに入ってからベイカーが古傷の右肩を傷めたために棄権勝ちしたが、準決勝で日本大学4年の向翔一郎に敗れて3位だった。8月の実業個人選手権では優勝した。10月のグランプリ・ザグレブでは準々決勝でハンガリーのトート・クリスティアーンに敗れて3位だった。11月の講道館杯では3位だった。12月のグランドスラム・東京では決勝まで進むが、パーク24の長澤憲大に開始早々の内股巻込で敗れて2位にとどまった。
2018年の体重別では準決勝で長澤に反則負けを喫して3位だった。なお、アジア大会の団体戦代表には選ばれた。8月のグランプリ・ブダペストでは2回戦でキューバのイバン・フェリペ・シルバ・モラレスに反則負けした。9月のアジア大会男女混合団体戦では初戦の韓国戦で郭同韓に技ありで敗れるもチームは勝利すると、準決勝の中国戦と決勝のカザフスタン戦ではともに勝利を収めてチームの優勝に貢献した。
2021年2月には高校時代の同級生だったプロゴルファーの渡邉彩香と入籍した。なお渡邉が語るところによれば小林が渡邉家に婿入りする形での結婚であり、「小林が旭化成を退職して渡邉の実家が経営する会社に入る」ことも明らかにしている。12月には渡邉電設の所属で全日本選手権に出場するが、3回戦で旭化成の羽賀龍之介に反則負けを喫した。2022年4月の全日本選手権は2回戦で100㎏超級の選手であるJRAの影浦心に有効で敗れた。
2021年から出身の筑波大学でコーチ、2023年にはKOMATSU女子柔道部のコーチとなり指導している。

## 戦績
- 2010年 -　高校選手権　個人戦　3位　団体戦　5位
- 2010年 -　金鷲旗　3位
- 2011年 -　フランスジュニア国際　3位
- 2011年 -　インターハイ　個人戦　3位　団体戦　3位
- 2012年 -　優勝大会　5位
- 2012年 -　全日本ジュニア　2位
- 2012年 -　アジアジュニア　優勝
- 2012年 -　体重別団体　2位
- 2013年 -　ベルギー国際　優勝
- 2013年 -　優勝大会　5位
- 2013年 -　全日本ジュニア　優勝
- 2013年 -　世界ジュニア 個人戦　5位　団体戦　3位
- 2013年 -　体重別団体　優勝
- 2014年 -　学生体重別　3位
- 2014年 -　体重別団体　5位
- 2014年 -　講道館杯　3位
- 2015年 -　優勝大会　優勝
- 2015年 -　体重別団体　5位
- 2015年 -　講道館杯　2位
- 2016年 -　体重別　3位
- 2016年 -　アジア選手権　　個人戦　2位　団体戦　3位
- 2016年 -　講道館杯　5位
- 2017年 -　体重別　3位
- 2017年　- 実業個人選手権　優勝
- 2017年 -　グランプリ・ザグレブ　　3位
- 2017年 -　講道館杯　3位
- 2017年 -　グランドスラム・東京　2位
- 2018年 -　体重別　3位
- 2018年 - 実業団体 優勝
- 2018年 - アジア大会男女混合団体戦　優勝
- 2019年 - 実業個人選手権　3位

(出典、JudoInside.com)